# 松林苑
松林苑（しょうりんえん）は、奈良時代、とりわけ聖武朝に活用された平城宮に付属した、離宮をともなった苑地。松林宮・松林・北松林とも呼ばれていた。

## 概要
神亀6年（729年）から天平17年（745年）まで7回にわたり『続日本紀』に散見しており、天皇が宮人とともに3月3日の曲水の宴や5月5日の騎射などの年中行事を行った場所である。
1. 神亀6年（729年）3月、天皇が「松林苑」におわしまして、群臣を宴された（曲水の宴）。諸司、あわせて朝集使の主典以上を御在所（おましどころ）に招き入れた。物を賜うこと、身分に応じてであった[1]。
2. 同年5月、天皇が「松林」におわしまして、王臣の五位以上を宴された。禄を与えること、身分に応じてであった。また、「騎（のりうま）奉へまつる人等」（騎乘して随行した人々）には、「位品」を問わず、銭1000文を与えた[2]。
3. 天平2年（730年）、天皇が「松林宮」におわしまして五位以上を宴された。文章生らを引き連れて、曲水（の詩）を賦（うた）わさせた。絁・布を賜うこと、身分に応じてであった[3]。
4. 天平7年（735年）5月、天皇が「北の松林」におわしまして「騎射（うまゆみ）を覧（みそなは）す」。入唐廻使（帰国した遣唐使）と唐の人と、唐楽や新羅楽を演奏し、弄槍（槍を操る曲芸）を行った。五位以上に禄を賜うこと、身分に応じてであった[4]。
5. 天平10年（738年）正月、「皇帝」は「松林」に行幸された。宴（大射の宴）を文武の官の主典以上に賜い、禄を与えること、身分に応じてであった[5]。
6. 天平16年（744年）2月、天皇は安曇江（あづみのえ）（大阪府北区野崎町付近、難波宮から北西約4キロメートルの地点）に行幸して、松林を遊覧された。百済王氏の人々らが百済楽を演奏した。詔して、无位百済王女天に従四位下を授けた。従五位上の百済王慈敬・従五位下（従五位上の誤りか？）の百済王孝忠・百済王全福に正五位下を与えた。
7. 天平17年（745年）5月、地震があった。天皇が自ら松林の倉廩（穀倉）におもむいて、陪従していた人等に籾を賜うこと、身分に応じてであった[6]。

「北松林」とあるところから、平城宮の北にあったと推定され、また曲水の宴を行った場所として、庭園の施設を有し、天平17年の記述から倉庫群も建てられていることが分かる。平城宮木簡一 - 77号に「松原草除充夫」とある「松原」も松林苑である可能性がある。弘仁13年（822年）3月28日太政官符所引の天平神護2年（766年）2月20日勅書に見える「松原倉」も松林苑の倉庫であるとも考えられる。
この松林苑の遺跡は、橿原考古学研究所の調査により、平城宮の北にある築地痕跡をともなう区画が比定されている。その規模は現状の地形と築地痕跡から、南北1キロメートル以上、東西500メートル以上の南北に長い不整形の区画で、内部の中央に南北220メートル、東西200メートルの方形の内郭があったと推定されている。発掘調査は西面外郭の築地や、南面外郭の築地の部分的に行われており、外郭の築地は基底幅2.4メートルっで瓦葺きであったことが確認されている。築地基部の外側には、幅90センチメートルの犬走りがあった。
さらに、南西隅の部分発掘で、西面築地が鉤の手に曲がっており、南面築地の縁を越して、平城宮に向けて伸びていることがわかり、このことで、松林苑が平城宮と連続した施設であったことが推測される。出土した瓦も平城宮の瓦の編年でいう第二期にあたり、『続紀』の年代と矛盾していない。
中国の都城の宮城の苑地（禁苑）にならった施設とする説がある。北魏の洛陽城の華林園、唐の長安城の西内苑など，苑池は宮城の北に設置することが多く、飛鳥浄御原宮には「白錦後苑」があり，藤原宮も出土されている木簡から宮の北に苑池が存在したことが分かっている。